# Дуки
Ду́ки (греч. Δούκαι — множ. ч. от Δούκας, Дукас; ж. р. Δούκαινα) — известная византийская фамилия. Как считает американский византинист Д. Полемис, имя Дук происходит от армянского титула «спарапет». Армянское происхождение рода Дук предполагает византинист П. Харанис на основании их поддержки среди армян. Согласно Бояне Крсманович, Дуки были греками, происходившими из Пафлагонии, где были расположены их владения. Выдвинувшаяся в XI веке династия дала первого государственного деятеля (министра) в царствование Исаака Комнина, который потом сам стал византийским императором под именем Константина Х (1059—1067); его женой была Евдокия Макремболитисса.
Сын Константина, Михаил VII, царствовал с 1071 до 1078 год. Зять никейского императора Феодора I Ласкариса, Иоанн Дука Ватац, занял престол после смерти Ласкариса (1222) под именем Иоанна III. Он стремился к восстановлению Византийской империи. Ему удалось в 1246 году соединить владения фессалоникских Ангелов с Никеей. Его второй женой была дочь императора Фридриха II. Он умер в 1255 году. После него царствовали его сын, Феодор II (до 1259 года), и внук, Иоанн IV (до 1260 года).